# Anston
Anston es una parroquia civil en Yorkshire Del sur, Inglaterra. La parroquia de Anston consta de los poblados North Anston y South Anston, divididos por el Anston Brook.

## Historia
Anston fue grabado por primera vez como Anestan, del Viejo inglés āna stān, que significa "piedra sola o solitaria".
South Anston era una parroquia antigua en el wapentake de Strafforth y Tickhill en la  West Riding of Yorkshire.  También conocida como Anston cum Membris, incluía North Anston y el pueblo de Woodsetts. Cuándo las parroquias civiles fueron creadas en 1866, Woodsetts se separó de la parroquia y la parte restante se convirtió en la parroquia civil de Anston.  En 1974 la parroquia fue transferida al Burgo Metropolitano de Rotherham en el condado nuevo de Yorkshire Del sur. 
El interés original para el área (más allá de sus usos agrícolas) era el arenoso "Anstone" Caliza Magnesia, pero el crecimiento de la población en Anston fue más debido al hundimiento del Dinnington Main Colliery a principios del siglo XX. 
La Estación de ferrocarril de Anston abrió el 20 de mayo de 1912 y cerró el 2 de diciembre de 1929. 

## North Anston

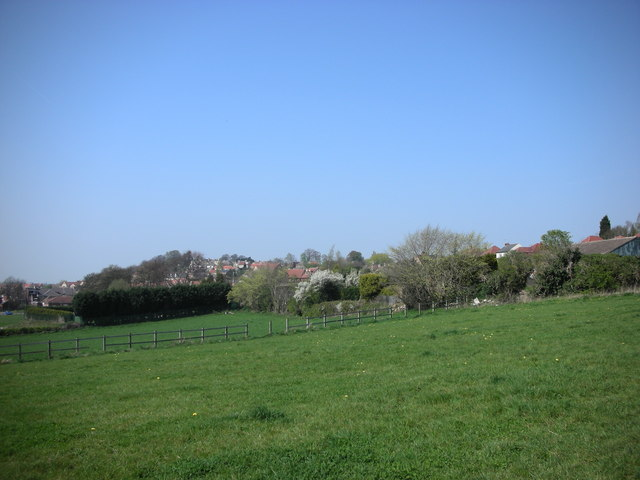
Vista de Del norte Anston

North Anston está localizada a aproximadamente 53° 21' 20" N, 1° 13' W. Está formada principalmente de propiedades de alojamiento suburbano. El paisaje que le rodea contiene varias canteras abandonadas, como las plantaciones al este, y el Parque Greenlands al oeste.
Actualmente hay tres pubs en North Anston: el Little Mester en Nursery Road, el Cutler en Woodsetts Road y Anston Working Mens pub en Main Street.
En North Anston se encuentra la Tropical Butterfly House, Wildlife and Falconry Centre, una casa de mariposas y centro de cetrería, atracción popular que tiene alrededor de 80,000 visitantes cada año.

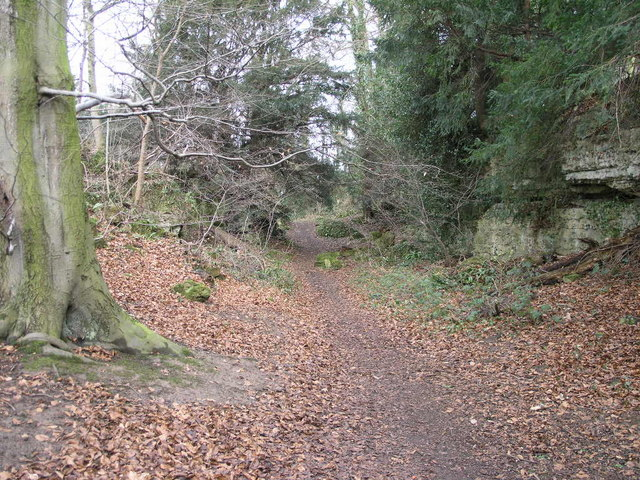
Anston Stones Wood
Anston Stones Wood es un bosque que se extiende sobre la frontera de South Yorkshire y Nottinghamshire. Este bosque es un Sitio de Interés Científico Especial. 
Es creído que se usaba como ruta de contrabando medieval. Además se encuentra la Cueva del Hombre muerto (Dead man's cave) dónde en 1867 una excavación descubrió herramientas de sílex y un hueso de reno de la época delPaleolítico.

## South Anston

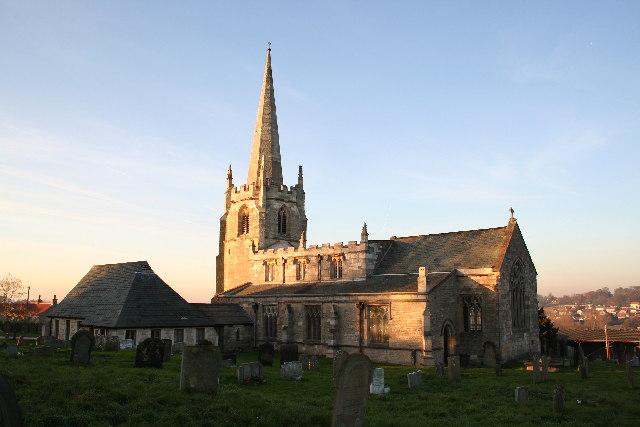
St James iglesia, Del sur Anston

South Anston está localizado en 53°21′50″N 1°13′20″O / 53.36389, -1.22222, y está separado de North Anston por el Anston Brook, la carretera A57 y un ferrocarril de carga-línea. Es más rural que la parte del norte, tiene la iglesia de St James y dos capillas metodistas. 
En South Anston se encuentran las Canteras de Anston (Anston's working quarries) que excavan piedra para la industria de construcción. 
Hay dos pubs en South Anston: el Loyal Trooper y el Leeds Arms.

## Gobernancia
Anston es parte del Anston y Woodsetts ward de Rotherham Metropolitan Borough Council.  Está representado por los dos Concejales Laborales, Jonathan Irlanda y Katherine Wilson y el concejal independiente Clive Jepson

## Deporte
Anston Atlético F.C. Compitió en la FA Cup en los 1920s.